# Campeonato Amapaense Segunda Divisão
Het Campeonato Amapaense Segunda Divisão was het tweede niveau van het staatskampioenschap voetbal van de Braziliaanse deelstaat Amapá. De competitie werd in 1956 voor het eerst gespeeld en werd sindsdien niet met regelmaat maar eerder sporadisch gespeeld. In 2024 werd de competitie na zeventien jaar opnieuw gespeeld. 

## Overzicht
- 1956 -  Santa Cruz
- 1957 - Niet gespeeld
- 1958 -  Santana
- 1959-1963 - Niet gespeeld
- 1964 -  Ypiranga
- 1965-1975 - Niet gespeeld
- 1976 -  Oratório
- 1977 -  Oratório
- 1978 - Niet gespeeld
- 1979 -  Oratório
- 1980-1982 - Niet gespeeld
- 1983 -  União
- 1984 -  Lagoa
- 1985-1986 - Niet gespeeld
- 1987 -  Ypiranga
- 1988 -  Cristal
- 1989-2004 - Niet gespeeld
- 2005 -  Cristal
- 2006 - Niet gespeeld
- 2007 -  Santos
- 2008-2023 - Niet gespeeld
- 2024 -  Portuguesa

1956 · 1957  · 1958 · 1959-1963  · 1964 · 1965-1975  · 1976 · 1977 · 1978  · 1979 · 1980-1982  · 1983 · 1984 · 1985-1986  · 1987 · 1988 · 1989-2004  · 2005 · 2006  · 2007 · 2008-2023  · 2024
Acre · Alagoas · Amapá · Amazonas · Bahia · Ceará · Distrito Federal · Espírito Santo · Goiás · Maranhão · Mato Grosso · Mato Grosso do Sul · Minas Gerais · Pará · Paraíba · Paraná · Pernambuco · Piauí · Rio de Janeiro · Rio Grande do Norte · Rio Grande do Sul · Rondônia · Roraima · Santa Catarina · São Paulo · Sergipe · Tocantins